# Golice, Tỉnh West Pomeranian
Golice [ɡɔˈlit͡sɛ] (tiếng Đức: Grüneberg) là một ngôi làng thuộc khu hành chính của Gmina Cedynia, thuộc quận Gryfino, West Pomeranian Voivodeship, ở phía tây bắc Ba Lan, gần biên giới Đức. Nó nằm khoảng 5 kilômét (3 mi)   phía đông nam Cedynia, 46 km (29 mi) phía nam Gryfino và 66 km (41 mi) phía nam thủ đô khu vực Szczecin.
Trước năm 1945, khu vực này là một phần của Đức. Đối với lịch sử của khu vực, xem Lịch sử của Pomerania.